# Basket Al Kuwait SC
Il Kuwait Sporting Club è una società di basket con sede nella città di Al Kuwait in Kuwait, fa parte della polisportiva del Kuwait Sports Club e compete nella massima categoria nazionale, la Kuwaiti Division I Basketball League.
I colori sociali della squadra sono il blu, il rosso ed il bianco; le partite casalinghe vengono giocate presso il Shaikh Saad Alabdullah Sport Hall Complex di Al Kuwait, impianto che può ospitare fino a 5.000 spettatori.

## Storia
La polisportiva del Kuwait Sporting Club è stata fondata nell'ottobre 1960, anche se è conosciuta principalmente grazie ai successi della sua sezione di calcio, ma negli oltre sessanta anni di esistenza anche la sezione di pallacanestro ha contribuito al successo della polisportiva. 
Il club è uno dei più decorati della storia del basket in Kuwait, ha vinto per quattordici volte la Kuwaiti Basketball League ed è campione in carica ininterrottamente dalla stagione 2016-2017. Il Kuwait SC ha anche numerosi altri titoli nazionali nel palmares della sezione di basket, come la Kuwaiti Cup of Martyr Fahed al Ahmad, la Kuwaiti Federation Cup e la Kuwaiti Super Cup.
La squadra però vanta anche molti successi in campo internazionale, essendo riuscita ad arrivare varie volte nelle fasi finali delle migliori competizioni asiatiche; per due volte l'Al Kuwait si è laureato campione della Coppa dei Campioni del Golfo nelle stagioni 2003 e 2021, mentre nella stagione 2022, la squadra è diventata la prima società del Kuwait a vincere la Arab Club Basketball Championship, dopo che nella stagione precedente si era dovuto arrendere in finale.
Nella stagione 2022-2023, come campione del Kuwait, ha preso parte all'edizione inaugurale della FIBA West Asia Super League; la società inserita nella subzona della WASL Gulf League ha portato avanti una stagione straordinaria e, dopo aver sconfitto anche in gara due della finale l'Al Manama per 95 ad 85, è stata proclamata campione della WASL Gulf League con dieci vittorie in altrettante partite. Nella successiva finalissima della FIBA West Asia Super League la squadra è invece uscita sconfitta, dopo aver affrontato nuovamente l'Al Manama.

## Palmarès

### Competizioni Nazionali
Kuwaiti Basketball League
- Campioni (16): 1965-66, 1981-82, 2002-03, 2003-04, 2005-06, 2012-13, 2013-14, 2016-17, 2017-18, 2018-19, 2019-20, 2020-21, 2021-22, 2022-23, 2023-24, 2024-25

Kuwaiti Cup of Martyr Fahed al Ahmad
- Campioni (1): 2004

Kuwaiti Federation Cup
- Campioni (13): 1965, 2002, 2003, 2006, 2007, 2009, 2011, 2013, 2017, 2018, 2019, 2020, 2021

Kuwaiti Super Cup
- Campioni (3): 2020, 2022, 2025

### Competizioni Internazionali
Arab Club Basketball Championship
- Campioni (1): 2022
- Finalista (1): 2021

Gulf Basketball Clubs Championship
- Campioni (2): 2003, 2021
- Finalista (1): 2015

West Asia Super League
- Finalista (1): 2022–23
- Campioni Gulf League (2): 2022–23[7], 2023–24[8]

## Organico

### Roster 2024-2025
Il roster per la stagione 2024-2025 
|    | Naz.                   | Ruolo | Sportivo          | Anno | Alt. | Peso |  |
| -- | ---------------------- | ----- | ----------------- | ---- | ---- | ---- |  |
| 0  | Kuwait (bandiera)      | G     | Yousif Al-Hamdan  | 1994 | 185  | 76   |  |
| 2  | Stati Uniti (bandiera) | PG    | Brianté Weber     | 1992 | 188  | 75   |  |
| 3  | Kuwait (bandiera)      | G     | Alexander Alghais | 1994 | 188  | 78   |  |
| 5  | Kuwait (bandiera)      | AP    | Hamad Hasan       | 1997 | 194  | 82   |  |
| 6  | Kuwait (bandiera)      | G     | Hussian Alkhabbaz | 1987 | 194  | 88   |  |
| 7  | Kuwait (bandiera)      | PG    | Masaed Aloutaibi  | 1999 | 186  | 80   |  |
| 8  | Kuwait (bandiera)      | G     | Adam Asadallah    | 2008 | 185  | 80   |  |
| 9  | Kuwait (bandiera)      | PG    | Turki Al-Shemmari | 1994 | 176  | 70   |  |
| 10 | Kuwait (bandiera)      | G     | Fahad Al Dhefiri  | 1989 | 179  | 72   |  |
| 11 | Stati Uniti (bandiera) | AG    | Augustine Rubit   | 1989 | 203  | 107  |  |
| 17 | Kuwait (bandiera)      | G     | Husain Abujabara  | 2000 | 177  | 82   |  |
| 20 | Kuwait (bandiera)      | C     | Omran Jawhar      | 2000 | 205  | 99   |  |
| 23 | Stati Uniti (bandiera) | C     | JaKarr Sampson    | 1993 | 206  | 97   |  |

### Staff tecnico
| Ruolo           | Nome                |
| --------------- | ------------------- |
| Capo Allenatore | Peter Schomers      |
| Assistente      | Michael Matsentides |